# Stertinius cyprius
Stertinius cyprius là một loài nhện trong họ Salticidae.
Loài này thuộc chi Stertinius. Stertinius cyprius được Anna Maria Sibylla Merian miêu tả năm 1911.